# Glinka (film din 1946)
Glinka (titlul original: în rusă Глинка, transliterat: Glinka) este un film de lungmetraj biografic din 1946 despre fondatorul muzicii clasice ruse, Mihail Ivanovici Glinka, realizat de regizorul Leo Arnștam, protagoniști fiind actorii Boris Cirkov, Valentina Serova, Klavdia Polovikova și Vasili Merkuriev. 
Filmul a primit premiul Stalin gradul II (1947) și a fost selectat pentru Festivalul de la Cannes din 1946.

## Distribuție
- Boris Cirkov – Mihail Glinka
- Valentina Serova – Maria Ivanova-Glinka
- Klavdia Polovikova – Luiza Ivanova
- Vasili Merkuriev – Iakob Ulanov
- Kira Golovko – Anna Kern
- Mihail Nazvanov – husarul Kostia
- Boris Livanov – împăratul Nicolae I al Rusiei
- Aleksandr Șatov – Alexander von Benckendorff
- Nikolay Svobodin – baronul Egor Rozen
- Piotr Aleinikov – Aleksandr Pușkin
- Mihail Derjavin – Vasili Jukovski
- Mihail Ianșin – Piotr Viazemski
- Viktor Kolțov – Vladimir Odoievski
- Vladimir Drujnikov – Kondrati Rîleev
- Vladimir Vladislavski – Mihail Vielgorski
- Maxim Mihailov – Osip Petrov
- Evgheni Kalujski – demnitarul în vârstă
- Gheorghi Vițin – spectatorul la premieră (nemenționat)
- Yevgeny Gurov – un demnitar (nemenționat)
- Konstantin Bartașevici – husarul iubit de Maria Petrovna (nemenționat)
- Aleksandr Sobolev – Mișa, Glinka ca și copil
- Lev Snejnițki – Ivan Glinka, tatăl

## Premii
- 1947 Premiul Stalin gradul II